# Sancreed
Sancreed (kornisch: Eglossankres) ist eine 18,6 km² große Gemeinde und ein Ort im ehemaligen District Penwith der Grafschaft Cornwall in England. Sie umfasst die Siedlungen Bejouans, Bosvennen, Botreah, Drift, Sancreed, Trenuggo und Tregonnebris. 

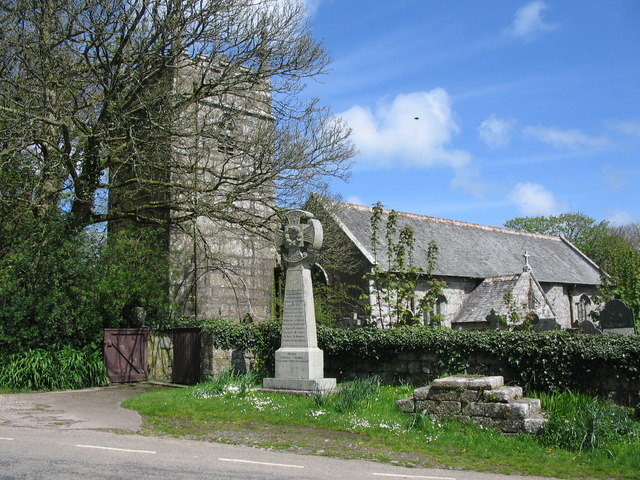
Kirche von Sancreed mit Kriegerdenkmal

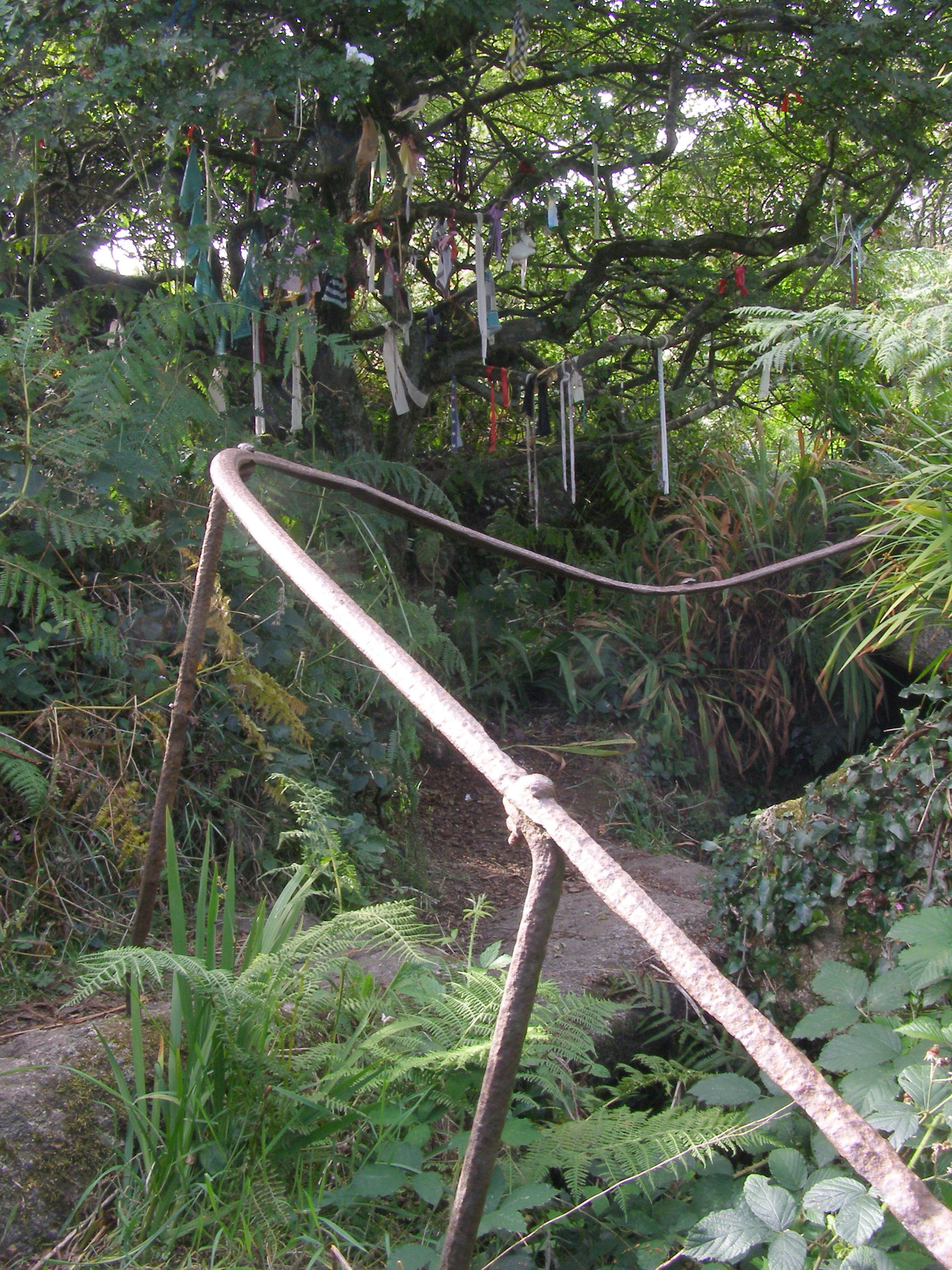
Clootie Well oder Rag Tree – Baum mit Kleiderfetzen – St Uny's Well

Im Westen grenzt sie an die Gemeinde St Just, im Nordosten an Madron und im Süden an St Buryan und Paul.
Der Ort Sancreed liegt etwa 5,8 km nordwestlich von Penzance entlang einer kleinen Straße, die zur A30 führt.

## Geschichte
Wie in vielen kornischen Gemeinden lässt sich die Geschichte Sancreeds bis zur legendären Gründung durch St. Credan, einen Heiligen der keltischen Kirche zurückverfolgen. Ein ehemaliger heiliger Brunnen und ein altes Taufbecken, dokumentieren nur wenige hundert Meter vom jetzigen Gotteshaus entfernt die Anfänge der keltischen Kirche. Ein Pfarrer entdeckte im späten 19. Jahrhundert die beiden Zeugnisse dieser Kultur. Sie haben in etwa dasselbe Alter, wie die Brunnen in Madron. Außerdem verbindet die Gemeinde mit Madron ein gemeinsamer Brauch. An den Bäumen, die um den heiligen Brunnen (St Uny's well) stehen, hängen die Bewohner schmale Kleiderfetzen. Dadurch erhoffen sich die Menschen Heilung und die Erfüllung von Wünschen.

## Sehenswürdigkeiten
Im Ort befinden sich:
- die Kopie eines mittelalterlichen Kreuzes, dessen Original sich im Kirchhof von Illogan befindet.
- südwestlich des Ortes das Entrance Grave (Eingangsgrab) von Brane.

## Persönlichkeiten
- George Grenfell (1849–1906), Missionar und Afrikaforscher